# 11453 Cañada-Assandri
11453 Cañada-Assandri è un asteroide della fascia principale. Scoperto nel 1981, presenta un'orbita caratterizzata da un semiasse maggiore pari a 2,5639179 UA e da un'eccentricità di 0,1103215, inclinata di 8,63215° rispetto all'eclittica.